# Estadio Doctor Antoine Maduro
El Estadio Dr. Antoine Maduro es un estadio de fútbol (balompié) ubicado en Willemstad, Curazao. También se conoce como S.U.B.T. Stadium por el equipo local el Sport Unie Brion Trappers y tiene una capacidad de 7.000 espectadores.